# Festival RTP da Canção 1987
O XXIV Festival RTP da Canção 1987 foi o vigésimo quatro Festival RTP da Canção e teve lugar no dia 7 de Março de 1987 no Casino Park Funchal, no Funchal.
A apresentadora foi Ana Zanatti.

## Festival
Em 1987 a RTP abriu concurso público para a receção de originais com vista ao Festival da Canção.
Desta vez, o evento saiu de Lisboa e deslocou-se até ao Funchal. Assim, no dia 7 de Março, o Casino Park da capital madeirense acolheu o Festival da Canção.
O juri de seleção alertou a RTP para a fraca qualidade dos temas recebidos e apenas escolheram seis canções.
O espetáculo que antecedeu o desfile das seis canções a concurso foi muito extenso e contou com os seguintes artistas: Primeiro, 150 pessoas de grupos folclóricos regionais cantaram “Noites da Madeira” e “Pomba Branca”. Houve espaço para a dança: Pedro Palma e Isabel Merlini dançaram um pas-de-deux coreografado por José Trincheiras, em homenagem a Max, e contou-se com a presença de 30 bailarinas do Scala de Barcelona. Mas ainda houve mais: a atuação de Borras, um dos mais conhecidos pickpocket europeus na altura, fados e canções de Luz Sá da Bandeira, Nuno da Câmara Pereira, Lara Li, o grupo açoriano O Rimanço e um mini-espetáculo de Vivian Reed e dos Williams Brothers. 
Na segunda parte assistiu-se ao desfile das canções a concurso.
Na 3ª e última parte foi a vez de Ana Zanatti chamar os 22 júris sediados nas 18 capitais de distrito do continente, das três capitais regionais açorianas e o da cidade anfitriã.
Os vencedores foram os Nevada com o tema "Neste barco à vela" que obtiveram 116 pontos, contra 115 recebidos pela canção "Hora a hora, dia a dia" defendida por Glória que foi galardoada com o Prémio de Interpretação.
Ramon Galarza obteve o Prémio da Melhor Orquestração relativo à canção vencedora.
| #  | Artista     | Canção                      | Letra (l) / Música (m)                                    | Pontuação | Classificação |
| -- | ----------- | --------------------------- | --------------------------------------------------------- | --------- | ------------- |
| 1º | Nené        | "Nome: Mulher!"             | Carlos Manuel Frazão (m), Manuel de Medeiros Ferreira (l) | 6º        | 57            |
| 2º | Glória      | "Hora a hora, dia a dia"    | Pedro Osório (m & l)                                      | 2º        | 115           |
| 3º | Nevada      | "Neste barco à vela"        | Jorge Mendes (m), Alfredo Azinheira (l)                   | 1º        | 116           |
| 4º | Grupo Troco | "Sou do teu corpo aprendiz" | Vaz de Carvalho (m), Alberto Augusto Miranda (l)          | 4º        | 70            |
| 5º | Mário Mata  | "É do stress"               | Mário Mata (m & l)                                        | 5º        | 64            |
| 6º | Ana Alves   | "Imaginem só"               | Maria Guinot (m), Nuno Gomes dos Santos (l)               | 3º        | 106           |